# Lotte Lorring
Lotte Lorring (* 6. Dezember 1893 als Erna Else Charlotte Budzinski in Berlin; † 20. März 1939 ebenda) war eine deutsche Schauspielerin und Sängerin.

## Leben
Zunächst hatte Lorring an Provinzbühnen gearbeitet und sich einen Namen als Operettensängerin gemacht, bevor sie ab 1920 für anderthalb Jahrzehnte auch regelmäßig in Filmen auftrat.

## Filmografie
- 1920: Der Meisterschuß
- 1920: Sein letzter Trick
- 1921: Jolly, der Teufelskerl
- 1921: Villa Mephisto
- 1921: Der Verfluchte
- 1922: Der unheimliche Gast
- 1922: Die Dame in Grau
- 1923: Miss Marys Weltreise
- 1924: Der Schrei in der Wüste
- 1924: Die Bestie von San Silos
- 1926: Eine Dubarry von heute
- 1926: Der Provinzonkel
- 1926: Die Warenhausprinzessin
- 1926: Das graue Haus

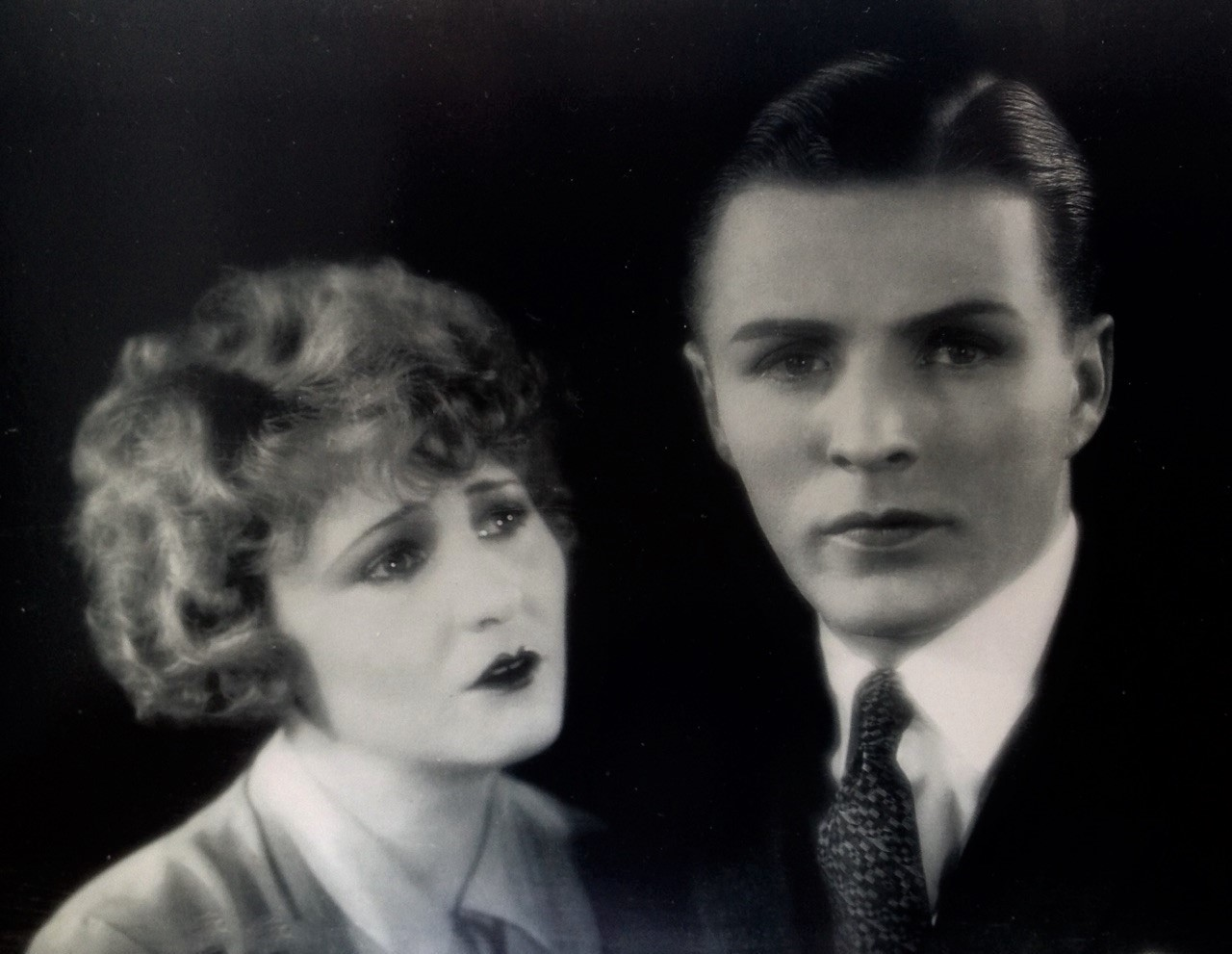
Lotte Lorring und Werner Pittschau, Standfoto aus dem Film Ehekonflikte, 1927

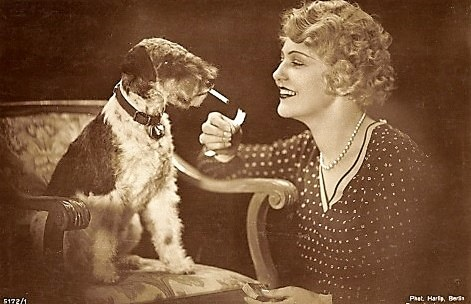
Lotte Lorring (1930)

- 1926: Das Mädchen auf der Schaukel
- 1926: Das Gasthaus zur Ehe
- 1926: Ledige Töchter
- 1926: Salto Mortale
- 1927: Die Loreley
- 1927: Ehekonflikte
- 1927: Sein größter Bluff
- 1927: Milak, der Grönlandjäger
- 1927: Königin Luise, 1. Teil: Die Jugend der Königin Luise
- 1928: Charlott etwas verrückt
- 1928: Der Weiberkrieg
- 1928: Die lustigen Vagabunden
- 1928: Dyckerpotts Erben
- 1928: Fräulein Chauffeur
- 1928: Wem gehört meine Frau?
- 1929: Der schwarze Domino
- 1929: Liebesnächte
- 1929: Das Erlebnis einer Nacht
- 1929: Der Sträfling aus Stambul
- 1930: Menschen im Feuer
- 1930: Gefahren der Brautzeit
- 1930: Karriere
- 1930: Die zärtlichen Verwandten
- 1930: Seine Freundin Annette
- 1930: Ich heirate meinen Mann
- 1931: Wiener Liebschaften
- 1931: Das Konzert
- 1931: Hurrah – ein Junge
- 1932: Ich will nicht wissen, wer du bist
- 1933: Wege zur guten Ehe
- 1933: Johannisnacht
- 1933: Schwarzwaldmädel
- 1934: Ich sing mich in dein Herz hinein
- 1935: Leichte Kavallerie